# Obsidian (ソフトウェア)
Obsidian（オブシディアン）とはMarkdown形式による個人ナレッジベースとノート作成のためのソフトウェアアプリケーションである。内部リンクを張ることができ、ノート同士の繋がりをグラフとして可視化することができる。
ユーザの考えと知識の柔軟で非線形的な組織化と構造化を助けるように設計されている。個人ライセンスは無料。商用ライセンスは有料であったが、2025年2月に無料になった。

## 歴史
COVID-19感染症のパンデミックによる自宅待機期間中にシダ・リーとエリカ・シューによってObsidianは設立された。リーとシューはウォータールー大学での在学中に出会い、それまでにいくつかの開発プロジェクトで協働していた。

## 特徴
Electronで構築されたクロスプラットフォームアプリケーションであり、Windows、Linux、macOSや、Android、iOSのようなモバイルOSでも動作する。2024年10月現在、webアプリケーションは存在しない。全てのプラットフォームのアプリケーションはプラグインとテーマによりカスタマイズでき、ソフトウェアの機能を拡張したり、他のツールと連携させることができる。
プラグインには、Obsidianチームによってリリースおよびメンテナンスされるコアプラグインと、Githubを通じてユーザがコントリビュートするオープンソースのコミュニティプラグインがある。コミュニティプラグインの例としては、かんばん方式のタスクボードや、カレンダーウィジェットなどがある。200以上のコミュニティがテーマを作成している。
Obsidianはテキストファイルのフォルダ上で動作する。Vault（保管庫）と呼ばれるメインフォルダの中にノートを作成していく。新規にノートを作成するとテキストファイルが作成され、全てのファイルはアプリから検索可能になる。また、ノート間に内部リンクを張ることができ、ノート間の関係のインタラクティブなグラフによって視覚化する。テキストフォーマットはMarkdownで、フォーマットされたテキストのプレビューができる。
フォーラムとDiscordサーバーが開発者によって設置されている。

## 略年表
- 2020年5月30日 - バージョン0.0.1リリース[16]
- 2022年10月 - バージョン1.0.0リリース[17][18]
- 2022年12月 - バージョン1.1リリース。Canvasコアプラグイン追加[19]。
- 2023年2月 - ステフ・アンゴがCEOに就任[20]。
- 2025年2月 - 商用ライセンスが有料から無料に変更された[10]。